# Испанский кало
Кало́ (исп. Caló, изначально Zincaló) — парацыганский язык Иберийского полуострова. Кале
пришли туда в средние века из Африки и Прованса. Со временем подвергся сильной испанизации и в настоящее время представляет собой особый извод испанского языка с вкраплениями цыганской лексики. Близок ему и португальский кало (Calão).

## История
После окончания реконкисты испанские власти занялись активной ассимиляцией цыган. Большинство из них со временем полностью перешло на государственный язык, сохраняя ряд лексем, которые вошли и в испанский.

## Цыганские заимствования в испанском
- gachó («человек») от цыганского «человек-нецыган»
- chaval («мальчик», «сын») от цыганского «мальчик, сын»
- parné («деньги») от цыганского «беленькие»
- currelar («работать»),
- fetén («превосходный»),
- pinreles («ступни») от цыганского «ступни»
- biruji («холод»)
- churumbel («ребёнок»)
- camelar («соблазнять») от цыганского «хотеть, любить».